# 代林根
代林根是德国巴登-符腾堡州的一个市镇。总面积10.91平方公里，总人口1689人，其中男性830人，女性859人（2011年12月31日），人口密度155人/平方公里。